# Vaasa
Vaasa (svédül: Vasa) egy város Finnország nyugati partján. A területen 1606-ban IX. Károly svéd király alapította meg Mustasaarit/Mussort, majd 1611-ben a település kiváltságokat kapott, és átkeresztelték Vasára – az uralkodó családja –, a Vasa-ház után. Vaasa lakossága 2017. augusztus 31-én 66 876 fő volt.
A város kétnyelvű, a lakosság 69,8%-a a finnt, 24,8%-a svédet beszéli anyanyelvként. A környező községek – melyek a Pohjanmaa  régióhoz (svédül: Österbotten) tartoznak – svédül beszélő többséggel rendelkeznek.

## Történelem
Vaasa az évek során többször is megváltoztatta nevét. A települést 1606-ban alapították Mustasaari vagy Mussor néven, de néhány évvel később a név Vasára változott, ezzel tisztelegve a svéd királyi család előtt. A város egészen 1855-ig Vasa néven volt ismert.
A Svédország és Oroszország közötti finn háború alatt, 1808–1809 között Vaasa sokat szenvedett. 1808 júniusában Vaasát az orosz erők foglalták el, és néhány helyi tisztségviselő hódoltságot ígért a megszálló haderőnek.
1852-ben egy tűzvész a város nagyrészét elpusztította. A várost széles utakkal építették újjá és fasorok óvták az egyes városrészeket az esetleges újabb tűztől - a forgalom növekedésével ma ennek nagy hasznát veszi a város.
A függetlenség kikiáltását követő időben, a finn  polgárháború idején, 1918 januárja-májusa között e város látta el a főváros szerepét. E szenátusi döntésnek Helsinki zavaros állapota volt az oka. A szenátus 1918 febr. 1.-én ülésezett először Vaasa városházán. Köszönet fejében a szenátus feljogosította a várost arra, hogy Finnország legrégibb kitüntetését, az Akseli Gallen-Kallela tervei szerint készült Szabadság keresztjét tehette a város címerébe.

## Nevezetességek
- Korsholma vára (svéd neve: Crysseborg) - A vár mára teljesen elpusztult, helyén egy 1894-ben emelt emlékkő látható.
- Szt. Mária templom - az 1300-as évek közepén épült.
- Finnország első könyvtára itt Vaasában kezdte meg működését 1794-ben.

## Galéria

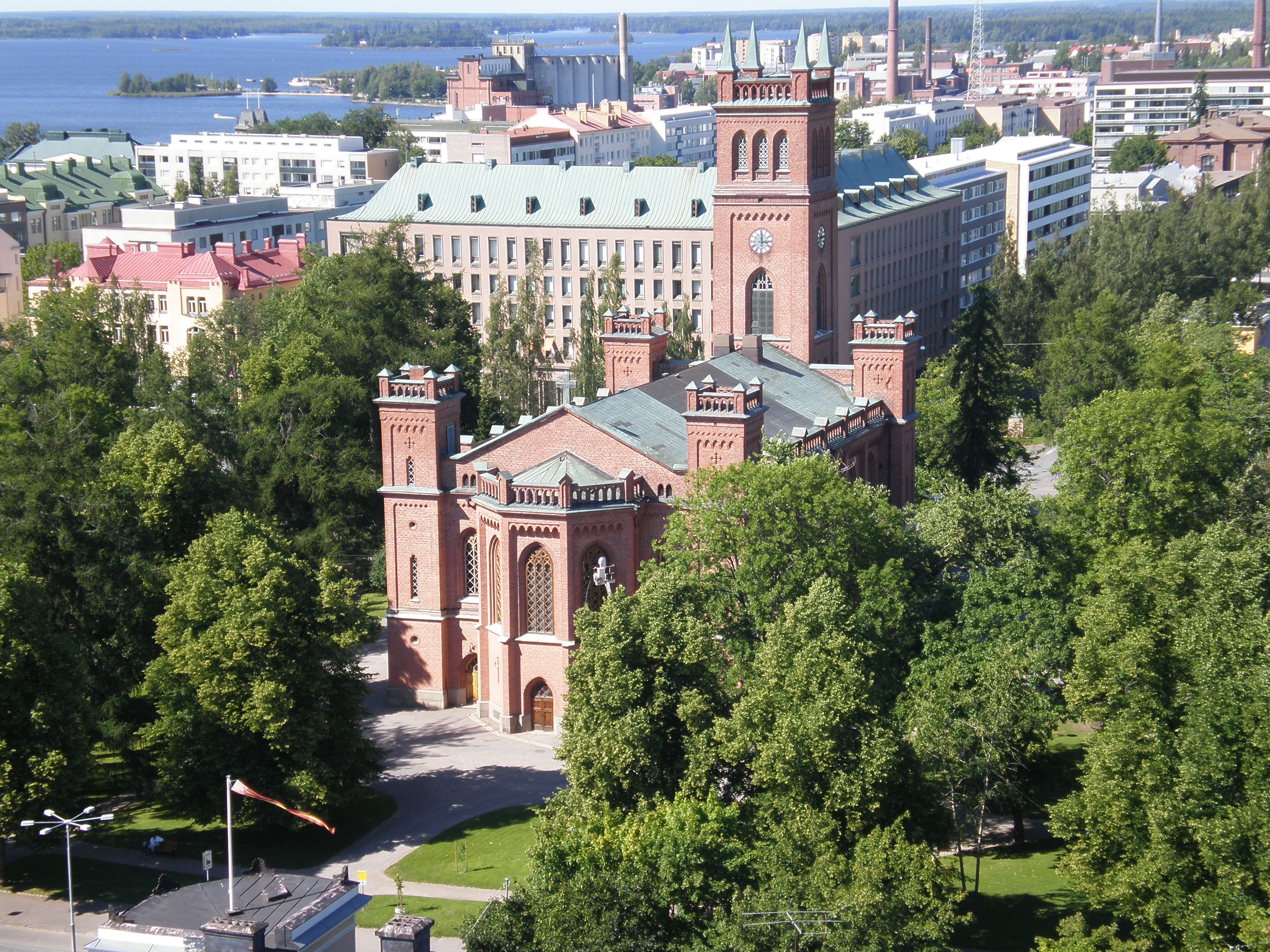
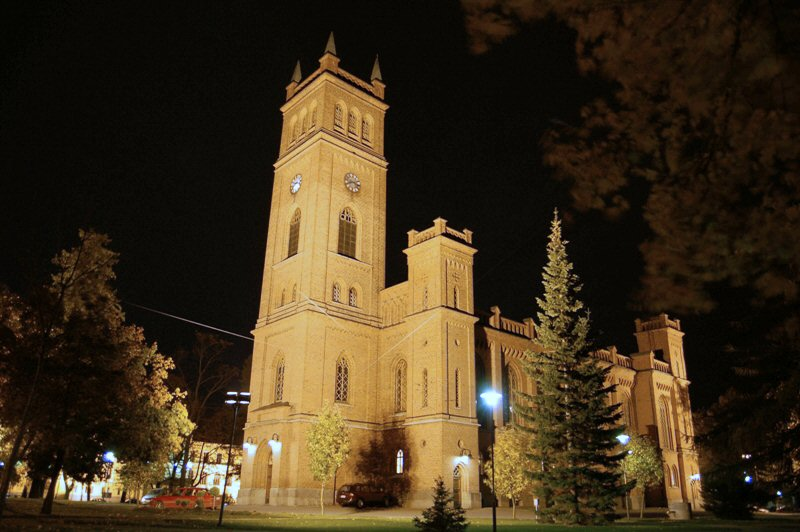
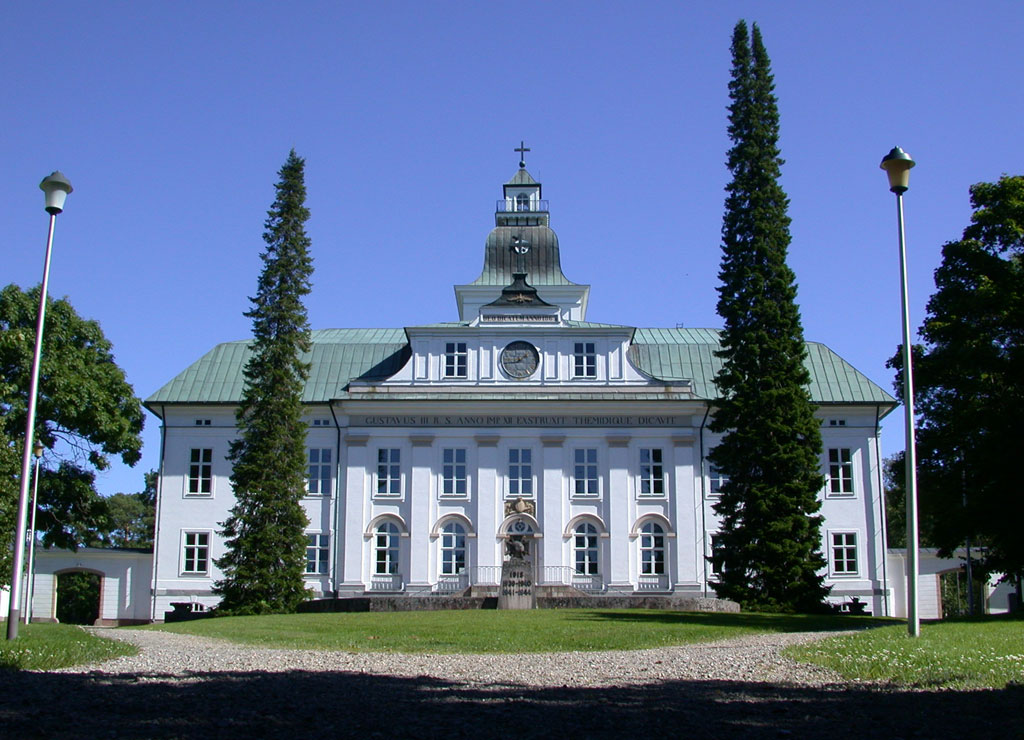
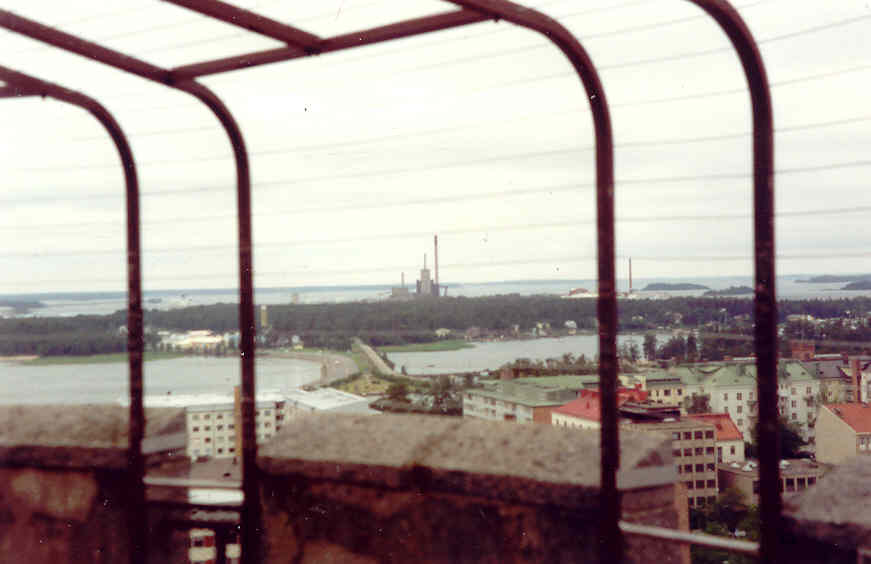